# إنجي مراد
إنجيلا بنت أحمد مراد أو إنجي مراد (1413- 1446 هـ / 1992- 2025 م)، ممثلة سورية، وملكة جمال آسيا.

## سيرتها
وُلدت إنجي مراد في دمشق، يوم الجمعة 19 جُمادى الأولى 1413هـ الموافق 13 نوفمبر 1992م. تخرَّجت في المعهد العالي للفنون المسرحية.
بدأت مسيرتها الفنية عام 2008. من أبرز أعمالها مسلسل "الغريب" عام 2017، أدَّت فيه دور "شهد"، إضافة إلى مشاركتها في مسلسل "بقعة ضوء 13" من إخراج فادي سليم، ومسلسل "شو القصة" من إخراج علي ديوب. وآخر ظهور لها في مسلسل "سوق الحرامية".
حصلت في عام 2017، على لقب ملكة جمال آسيا.

## أعمالها
| السنة | العمل                | النوع | الدور     |
| ----- | -------------------- | ----- | --------- |
| 2025  | سوق الحرامية (كانون) | مسلسل | نور جريدة |
| 2020  | الحرملك ج2           | مسلسل | ناهد      |
| 2019  | الحرملك              | مسلسل | ناهد      |
| 2019  | أهل الوفا            | مسلسل | فايزة     |
| 2019  | ببساطة               | مسلسل | -         |
| 2018  | عطر الشام ج3         | مسلسل | -         |
| 2018  | فزلكة عربية ج2       | مسلسل | -         |
| 2017  | بقعة ضوء ج13         | مسلسل | -         |
| 2017  | شو القصة             | مسلسل | وصال      |
| 2017  | عطر الشام ج2         | مسلسل | -         |
| 2016  | بيت الموالدي         | مسلسل | سكر       |
| 2016  | عطر الشام ج1         | مسلسل | -         |

## وفاتها
توفيت إنجيلا في مستشفى الشامي بدمشق، يوم الأحد 10 شعبان 1446هـ الموافق 9 فبراير (شُباط) 2025م، بعد أيام من دخولها المستشفى وتدهور حالتها الصحية. وكانت قبل وفاتها بأيام، نشرت في حسابها على (فيسبوك) رسالة مؤثرة قالت فيها: "أنا أحتضر.. سامحوني". صُلي عليها عقب صلاة العصر من يوم الأربعاء 12 فبراير 2025، في جامع لالا باشا، ودُفنت في مقبرة الدحداح.

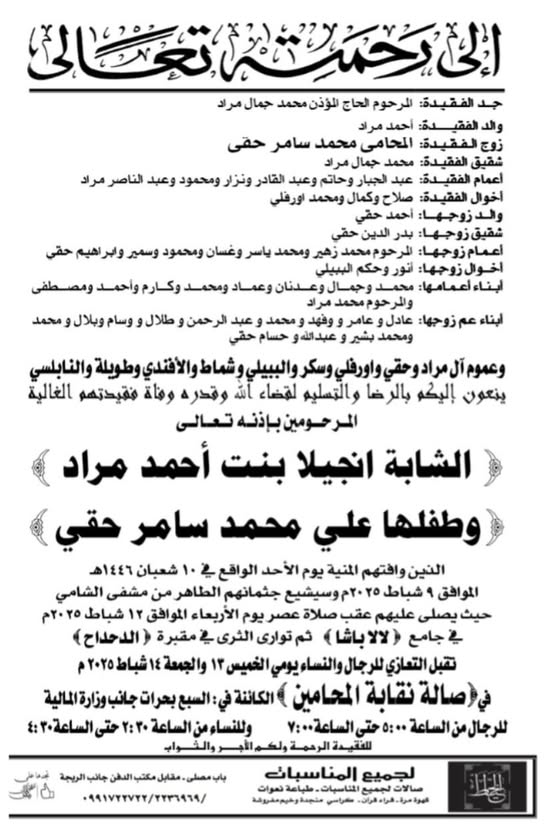
ورقة نعي إنجيلا مراد